# (36217) 1999 TN216
1999 TN216 (asteroide 36217) é um asteroide da cintura principal. Possui uma excentricidade de 0.08148100 e uma inclinação de 4.71650º.
Este asteroide foi descoberto no dia 15 de outubro de 1999 por LINEAR em Socorro.